# Ostrov Čkalova
Ostrov Čkalova (rusky Остров Чкалова či jen Чкалов) je ostrov v Sachalinském zálivu Ochotského moře, který odděluje záliv Štěstí od volného moře. Leží ve vzdálenosti 5,5 km od pevniny. Dříve se nazýval Udd. Administrativně náleží do Chabarovského kraje Ruska. Ostrov o délce 17 km a šířce 1 km není obydlen.

## Historie

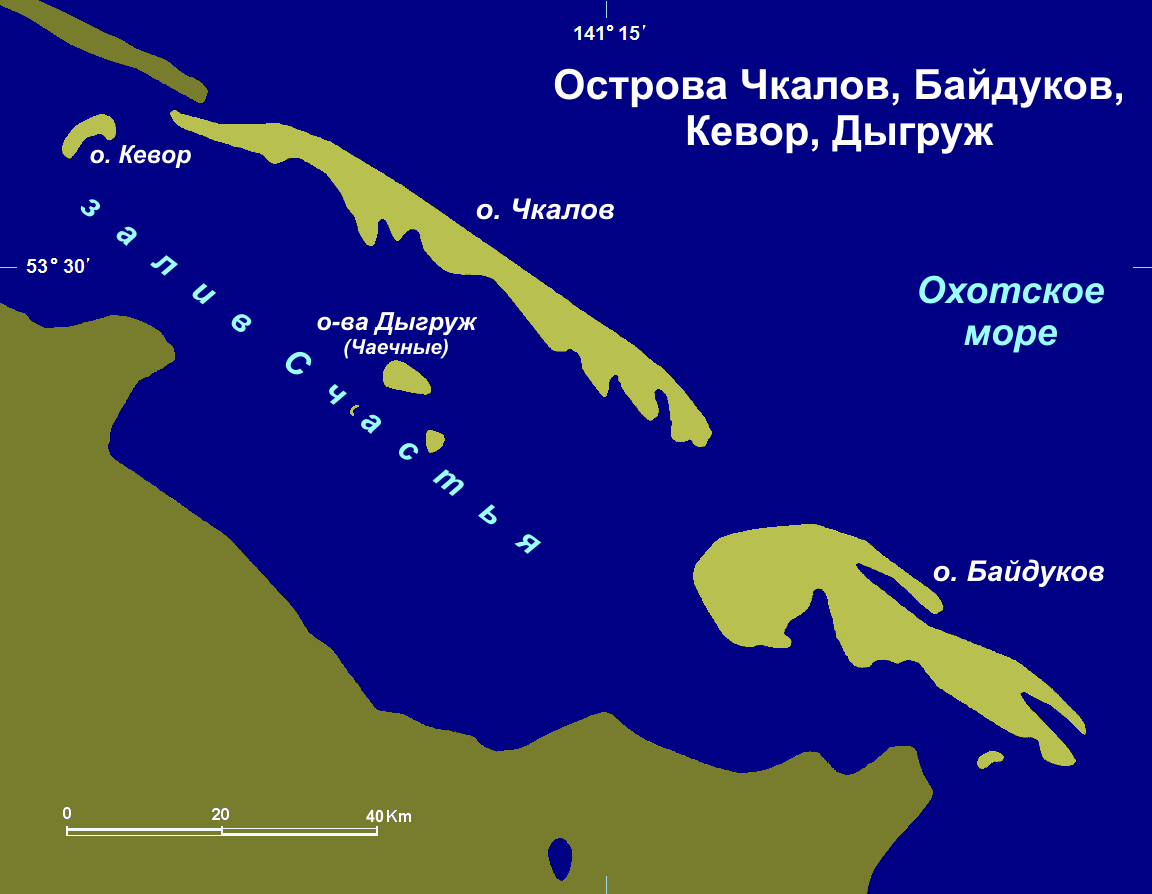
ostrovy Čkalov, Bajdukov, Kevor, Dygruž

Ostrov se zprvu nazýval Udd, nynější jméno dostal podle sovětského letce Valerije Čkalova, který na ostrově přistál 22. července v roce 1936 při non-stop letu po trase Moskva – Země Františka Josefa – Severní země – Petropavlovsk-Kamčatskij. V letadle ANT-25 překonal spolu s posádkou bez mezipřistání 9374 km a přistál po 56 hodinách 20 minutách od startu za soumraku a v mlze na břehu. Spolu se Čkalovem v letěli Georgij Bajdukov a Alexandr Beljakov; posádka přečkala noc u místní obyvatelky. Aby stroj mohl znovu vzlétnout, bylo potřeba upravit dráhu dlouhou 500 metrů. Na paměť přistání byl v místě postaven památník.
V roce 2006, na počest sedmdesátého výročí, proletěl Suchoj Su-30 Vojenských vzdušných sil Ruska pilotovaný Anatolijem Kvočurem stejnou trasou.
V roce 2011, na počest 75. výročí, proletěli 9272 km za 28 dnů po trase Moskva – ostrov Čkalova na dvou ultralightech Alexandr Ščerbakov a Andrej Borisevskij.

## Fauna
Na ostrově žije několik druhů ptáků, mezi nimi jespák, koliha, pisík, břehouš rudý. V okolních vodách se objevuje běluha.